# کلیر کریمر
کلیر کریمر (انگلیسی: Clare Kramer؛ زادهٔ ۳ سپتامبر ۱۹۷۴) یک هنرپیشه اهل ایالات متحده آمریکا است. وی از سال ۱۹۹۷ میلادی تاکنون مشغول فعالیت بوده‌است.
از فیلم‌ها یا برنامه‌های تلویزیونی که وی در آن نقش داشته‌است می‌توان به  آن را روشن کنید اشاره کرد.